# Elytrimitatrix cunninghami
Elytrimitatrix cunninghami es una especie de escarabajo longicornio del género Elytrimitatrix, familia Cerambycidae, orden Coleoptera. Fue descrita científicamente por Heffern & Santos-Silva en 2016.

## Descripción
Mide 18,8-24,4 milímetros de longitud.

## Distribución
Se distribuye por México.